# Catherine Shepherd
Pour les articles homonymes, voir Catherine et Shepherd.
Catherine Shepherd, née en 1975 en Angleterre, est une actrice britannique.

## Biographie
En 2018, Catherine Shepherd tient le rôle principale de la série Sally4Ever,.

## Filmographie

### Comme actrice
- 1996 : Mirror, Mirror... (court métrage) : Extra
- 2000 : Time Gentlemen Please (série télévisée) : Sue (2 épisodes)
- 2002 : London's Burning (série télévisée) : Colette
- 2003 : Servants (mini-série) : Charlotte Lewis (6 épisodes)
- 2004 : Black Books (série télévisée) : Bridget
- 2004 : My Life in Film (série télévisée) : Sally
- 2005 : Blessed (série télévisée)
- 2007 : Get a Grip (série télévisée)
- 2007 : Magicians : la passagère
- 2007 : Hyperdrive (série télévisée) : Arabella
- 2007 : The IT Crowd (série télévisée) : Jessica
- 2007 : Dog Face (série télévisée) (5 épisodes)
- 2007 : The Peter Serafinowicz Show (série télévisée) (6 épisodes)
- 2007 : After You've Gone (série télévisée) : Mrs Turner
- 2008 : Trexx and Flipside (série télévisée) : Miss Olsen
- 2008 : Lead Balloon (série télévisée) : Sandra
- 2009 : No Signal (série télévisée) (2 épisodes)
- 2010 : Comedy Lab (série télévisée) : Maya
- 2010 : D.O.A (téléfilm) : Lucy Carrington
- 2011 : The Comic Strip Presents... (série télévisée) : Cherie
- 2011 : One Man (court métrage)
- 2012 : The Increasingly Poor Decisions of Todd Margaret (série télévisée) : Celestine (2 épisodes)
- 2012 : Twenty Twelve (série télévisée) : Vicky Long
- 2012 : Gates (en) (série télévisée) : Sarah (5 épisodes)
- 2014 : Cardinal Burns (série télévisée) : Nikki (4 épisodes)
- 2007-2014 : Ruddy Hell! It's Harry and Paul (série télévisée) : Thicko (11 épisodes)
- 2014 : Harry & Paul's Story of the 2s (téléfilm) : Joan Bakewell Tart / Sue Perkins
- 2014 : Paddington : la géographe
- 2004-2015 : Peep Show (série télévisée) : April (5 épisodes)
- 2016 : The Comic Strip Presents Redtop (téléfilm) : Julie
- 2017 : Paddington 2 : la mère de Nelson
- 2018 : Sally4Ever (série télévisée) : Sally (7 épisodes)

### Comme scénariste
- 2007 : Dog Face (série télévisée)
- 2011 : See Me (court métrage)

### Comme réalisatrice
- 2011 : See Me (court métrage)